# Federico Visconti
Federico Visconti (Mílão, 1617 - Milão, 7 de janeiro de 1693) foi um cardeal do século XVIII

## Biografia
Nasceu em Milão em 1617. O mais velho dos seis filhos de Federico, aliás Carlo, Visconti, conde de Carbonara e tesoureiro geral do estado de Milão, e Francesca Perrone (ou Perona), condessa de S. Martino. Os outros filhos eram Alessandro, Girolamo (bispo de Vigevano), Pierluca, Gianluigi e Giovanni. Sobrinho do Bispo Francesco Visconti de Cremona. A família Visconti deu seis arcebispos à sé de Milão.
Estudou na Jesuit Accademia di Brera , Milão, onde obteve o doutorado em filosofia; depois, na Universidade de Bolonha, onde se doutorou em jurisprudência.
Terminados os estudos, foi para Roma iniciar a carreira diplomática, mas a família obrigou-o a regressar a Milão. Membro do Colégio de Advogados de Milão, 1644. Primicerius do cabido da catedral de Milão, 1646. Voltou a Roma e tornou-se advogado consistorial no pontificado do Papa Inocêncio XI. Referendário dos Tribunais da Assinatura Apostólica da Justiça e da Graça. Vice-governador de Tivoli, por volta de junho de 1664. Governador de Città di Castello, 1665. Governador de Montalto, 9 de julho de 1666. Auditor da Sagrada Rota Romana, 12 de dezembro de 1667.
Eleito arcebispo de Milão em 23 de junho de 1681, mantendo o cargo de auditor da Sagrada Rota Romana sob o título de tenente. Consagrada, 10 de agosto de 1681, igreja de S. Carlo al Corso, Roma, pelo cardeal Gasparo Carpegna, auxiliado por Egidio Colonna, patriarca titular de Jerusalém, e por Francesco Cassati, arcebispo titular de Trapezus. Ele recebeu o pálio em 22 de setembro de 1681.
Criado cardeal sacerdote no consistório de 1º de setembro de 1681; recebeu o chapéu vermelho em 4 de setembro de 1681; e o título de S. Alessio em 22 de setembro de 1681. Ele conduziu zelosamente visitas pastorais à arquidiocese e celebrou um sínodo diocesano em 3 de setembro de 1687. Ele deu atenção especial à liturgia e aos ritos sagrados; em 1682, ordenou aos cónegos do cabido da catedral que recitassem devotamente o Ofício Divino e ordenou a sua presença coral; introduziu oficialmente a celebração da festa de Nossa Senhora do Carmo em 1685; publicou Rituale Sacramentorum em 1687; e reimpresso Pontificale Ambrosianoem 1689. O cardeal também se preocupou com os seminários, reabrindo em 1682 o Seminário de Pollegio, que havia sido fechado pelas autoridades suíças em 1673; estabelecendo em 1682 no Seminário Maior circoli semanalsobre teologia, filosofia e lógica; e restabelecendo naquele seminário as cátedras de filosofia e teologia. Acabou a construção das portas da fachada da catedral, diante das quais dispôs os degraus e a praça; reorganizou e equipou os apartamentos acima do palácio do arcebispo, usados como quartos de inverno; e fez grandes reformas na vila arquiepiscopal de Groppello. Em 1688, repudiou os astrólogos desconhecidos que tanto impressionaram o público com ameaças de grandes infortúnios. Manteve boas relações com as autoridades políticas: em 7 de agosto de 1682, pediu ao clero que interpretasse com cuidado o direito de asilo; e no ano seguinte obteve da Sagrada Congregação da Imunidade Eclesiástica o direito de retirar os desertores das localidades imunes; também, exortou os fiéis a serem generosos com as ofertas aos soldados que lutaram contra os turcos durante o cerco de Viena, em 14 de julho de 1683. O cardeal era um zeloso guardião da disciplina dos conventos e ordenou em 1686 que um exame de vocações fosse conduzido de acordo com o Concílio de Trento; ele também emitiu decretos para a observação do festival religioso em 1684; e reafirmou as disposições de seus predecessores sobre moda feminina na igreja naquele mesmo ano. Participou no ele também emitiu decretos para a observação do festival religioso em 1684; e reafirmou as disposições de seus predecessores sobre moda feminina na igreja naquele mesmo ano. Participou no ele também emitiu decretos para a observação do festival religioso em 1684; e reafirmou as disposições de seus predecessores sobre moda feminina na igreja naquele mesmo ano. Participou no conclave de 1689, que elegeu o Papa Alexandre VIII. Entrou no conclave de 1691, que elegeu o Papa Inocêncio XII; mas teve que partir por motivo de doença em 19 de junho de 1691; ele estava ausente na última votação. Ele sofria de febres intermitentes.
Morreu em Milão em 7 de janeiro de 1693, às 4h. Exposto na catedral metropolitana de Milão, onde ocorreu o funeral; enterrado em frente ao altar da Madonna del'Albero daquela catedral. Ele deixou uma quantia considerável em seu testamento para a conclusão da estátua de Sancarlone de Arona.